# Dziwnów
Dziwnów [ˈʥivnuf], tyska: Dievenow, kasjubiska: Dzywnowò, är en hamnstad och badort i nordvästra Polen, belägen på en landtunga som går ut från det polska fastlandet mellan sundet Dziwna och Östersjön. Tätorten har 2756 permanentboende invånare och hela kommunen 4 053 invånare (2013). Administrativt är orten centralort i en stads- och landskommun i distriktet Powiat kamieński i Västpommerns vojvodskap.

## Turism och sevärdheter
- Dziwnóws hamn
- Över sundet Dziwna finns en fällbro.
- Storskarvskolonin
- Vid Östersjön finns sandstränder och strandbarer.
- Vid strandpromenaden och i ortskärnan finns enstaka bevarade villor från badortsepoken omkring år 1900.
- Miniatyr- och modelljärnvägsparken Park Miniatur i Kolejek

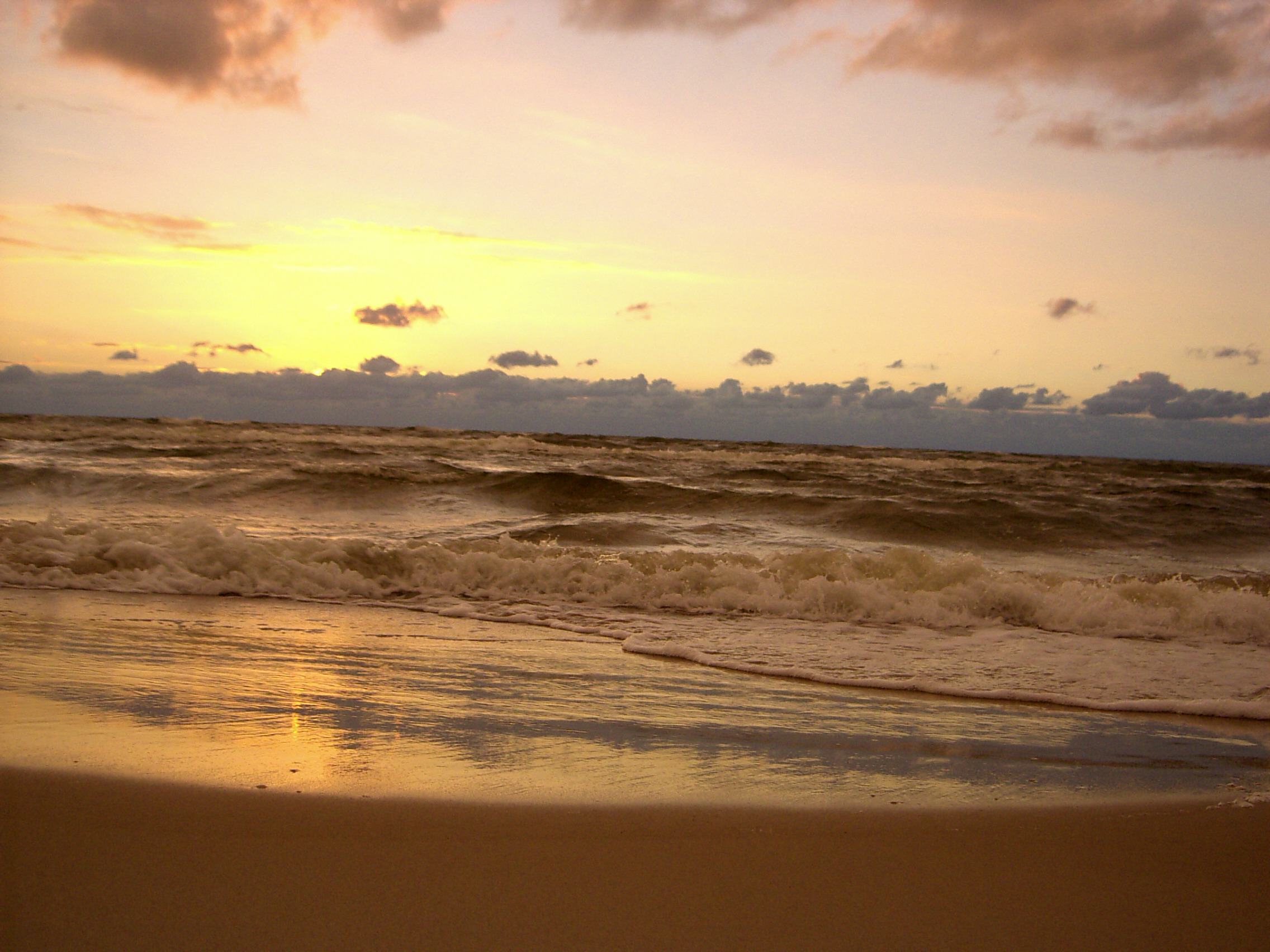
Strandvy vid Międzywodzie
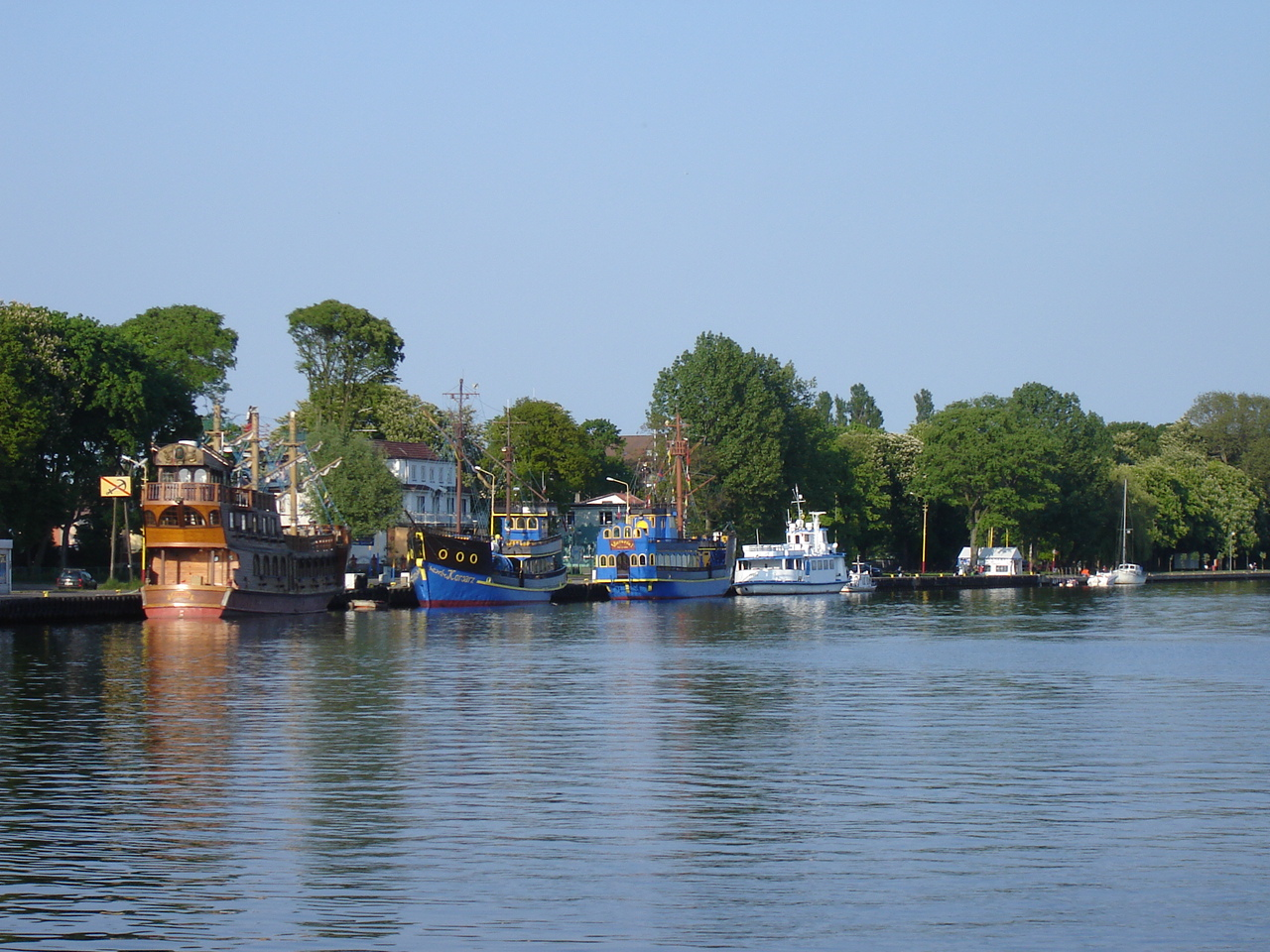
Hamn med turistbåtar
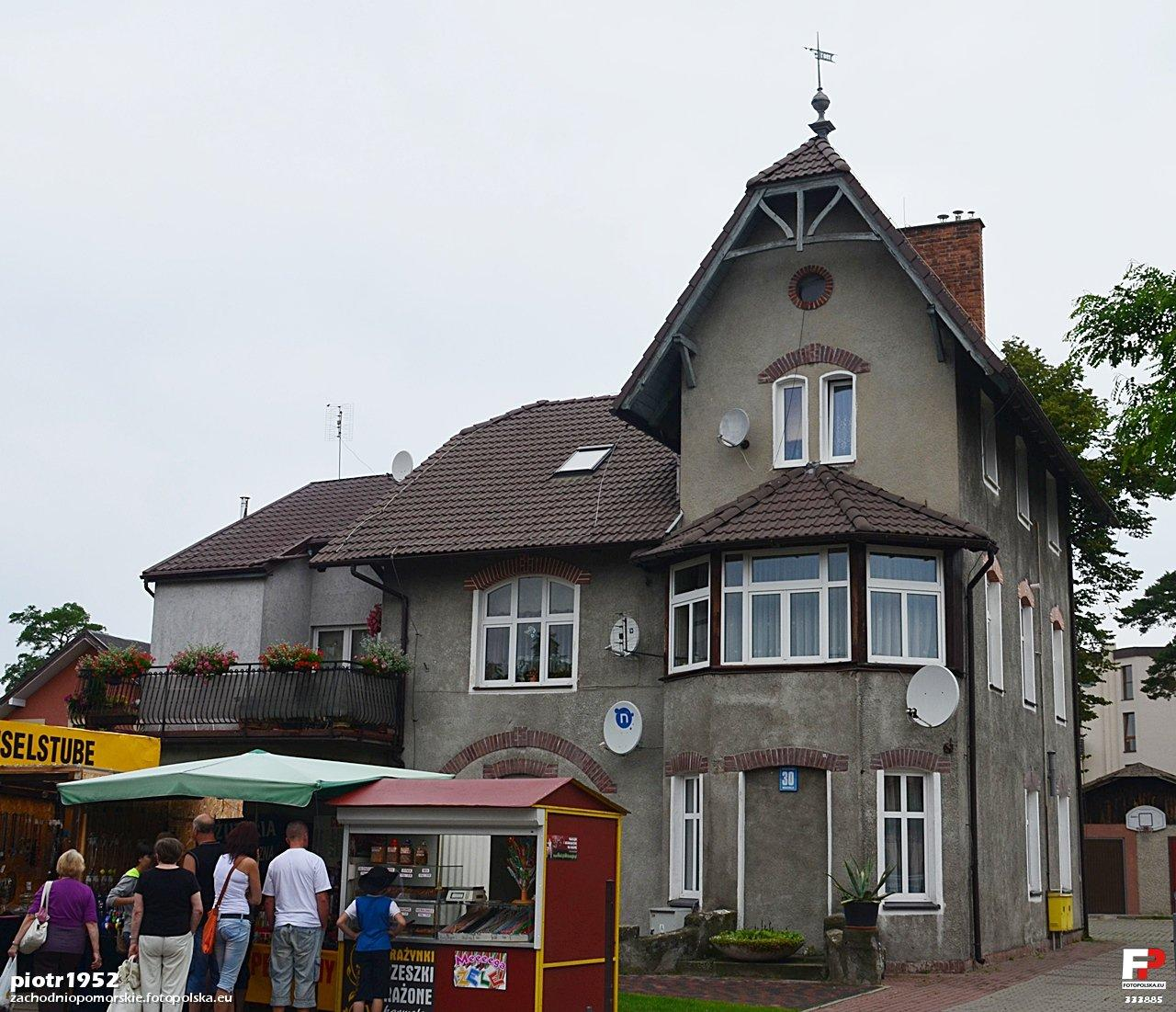
Restaurerad badortsvilla på Mickiewicza 30
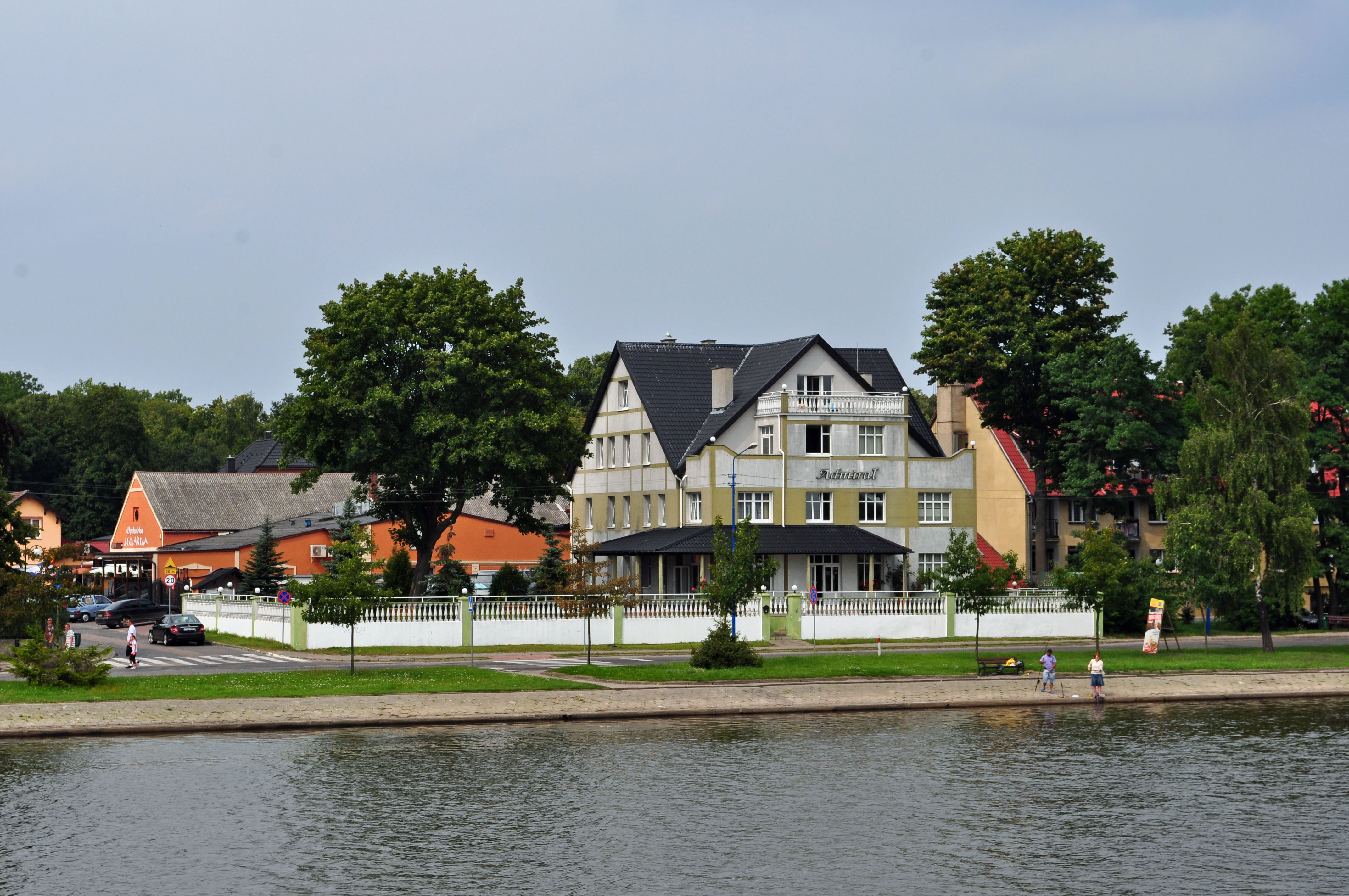
Semesterhus i Dziwnów
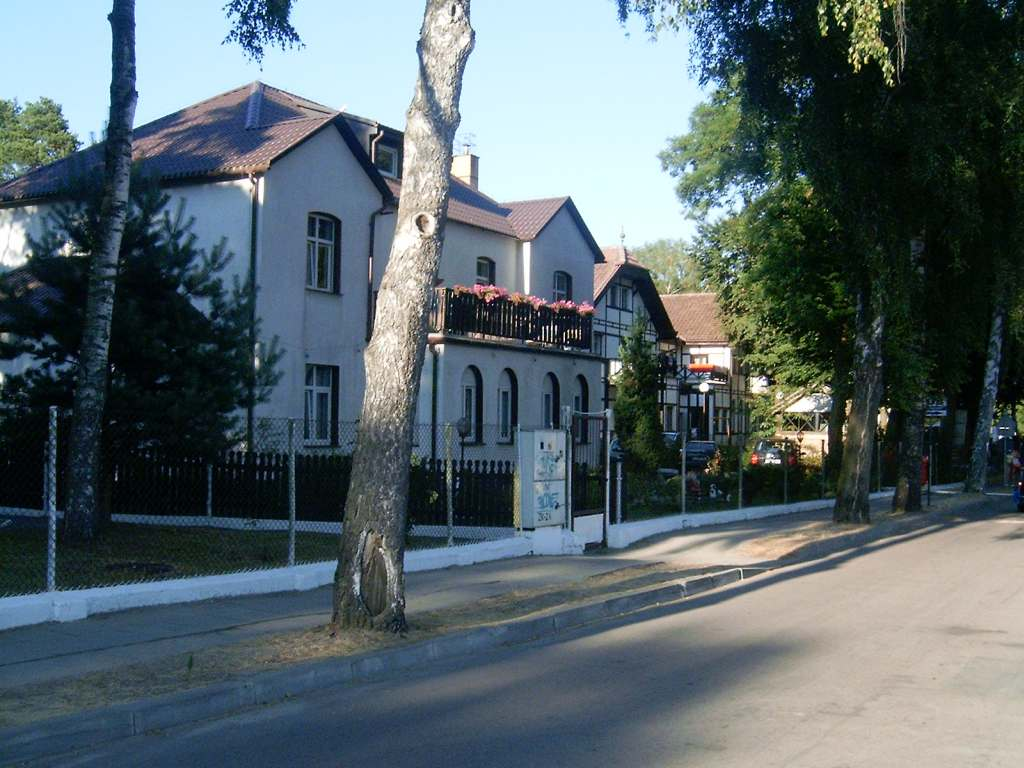
Semesterhus i Łukęcin